# Kozacka Dolina
Kozacka Dolina (niem. Kosakenloch) – dolina w środkowej części Karkonoszy, w Sudetach Zachodnich.

## Nazwa
Nazwa powstała w 1622, w czasie wojny trzydziestoletniej, gdy okoliczna ludność chroniła się w tym niedostępnym terenie przed lisowczykami, których błędnie brano za Kozaków.

## Opis
Jest to wąska, głęboko wcięta dolina w środkowej części Śląskiego Grzbietu, podchodząca podeń poniżej Przełęczy Dołek i Przełęczy Karkonoskiej. Oddziela Hutniczy Grzbiet na zachodzie od Suchej Góry. Kończy się po około 1800 metrach. Niższa część nazywana jest Doliną Czerwienia.

## Wody
Dnem Kozackiej Doliny płynie potok Czerwień. Zbocza doliny są podmokłe. Spływa po nich wiele krótkich, bezimiennych potoków.

## Roślinność
Cała dolina jest zalesiona.

## Zagospodarowanie
Zboczami przechodzi kilka dróg leśnych, m.in. Celna Droga.

## Ochrona przyrody
Najwyższe partie doliny znajdują się w obrębie Karkonoskiego Parku Narodowego.

## Turystyka
Górną partią doliny przechodzi:
- zielony szlak z Przełęczy Karkonoskiej przez Czarny Kocioł Jagniątkowski, Śnieżne Kotły, schronisko PTTK „Pod Łabskim Szczytem” na Halę Szrenicką.